# کوه اونتاکه
کوه اونتاکه (به ژاپنی: [] Error: {{Lang}}: فاقد متن (راهنما)، 御嶽山 Ontake-san)، همچنین شناخته‌شده به عنوان کوه کیسو اونتاکه (به ژاپنی: 木曽御嶽山 Kiso Ontake-san)، دومین آتشفشان بلند در ژاپن با ارتفاع ۳٬۰۶۷ متر (۱۰٬۰۶۲ فوت) است.

## نگارخانه

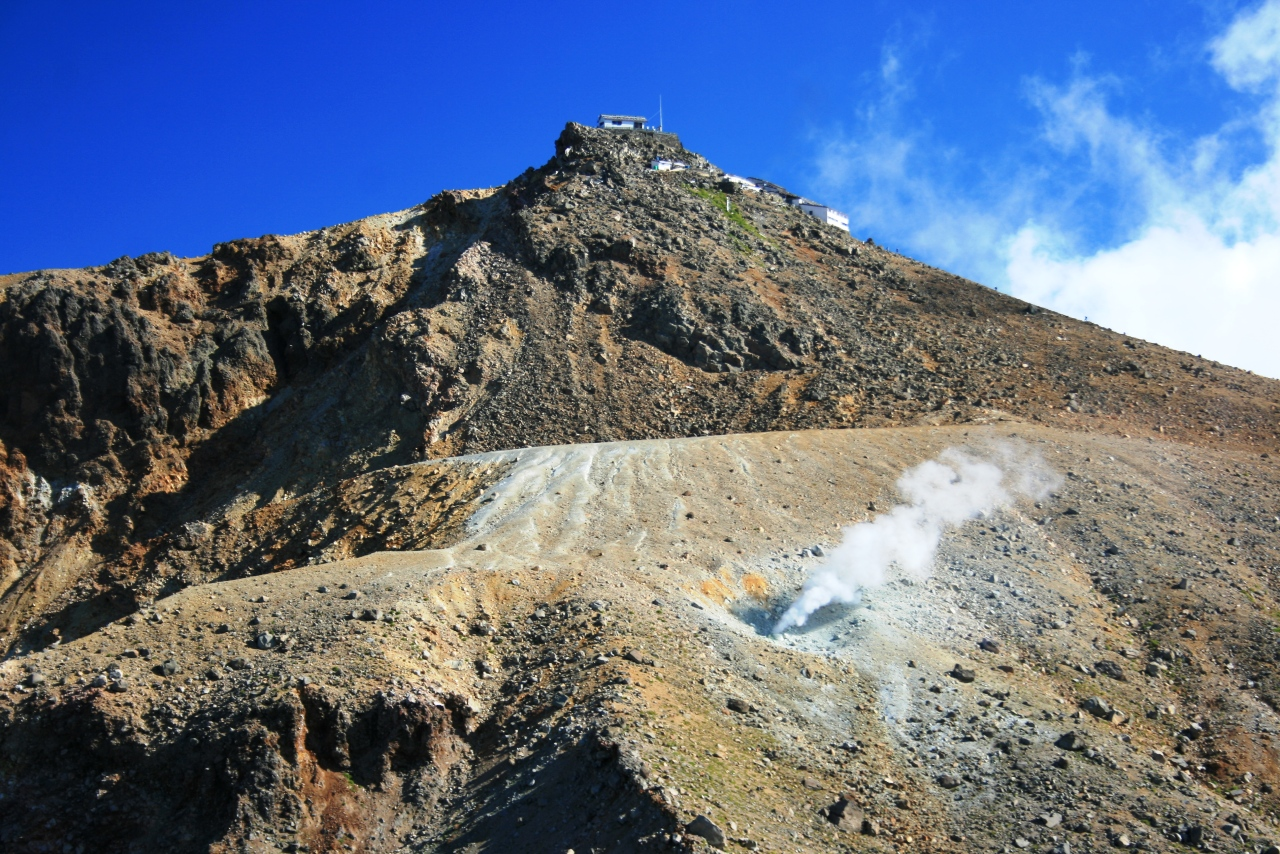
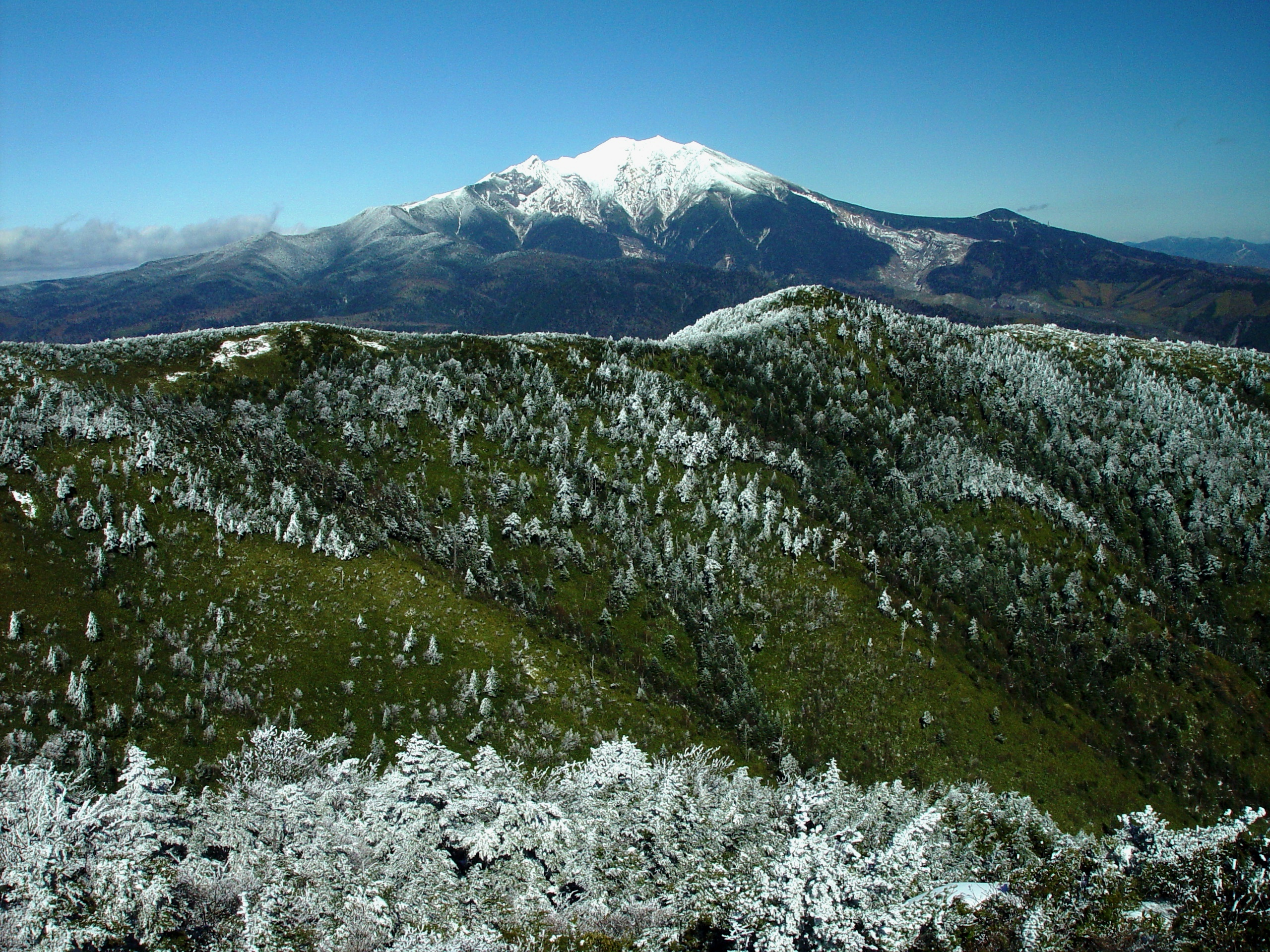
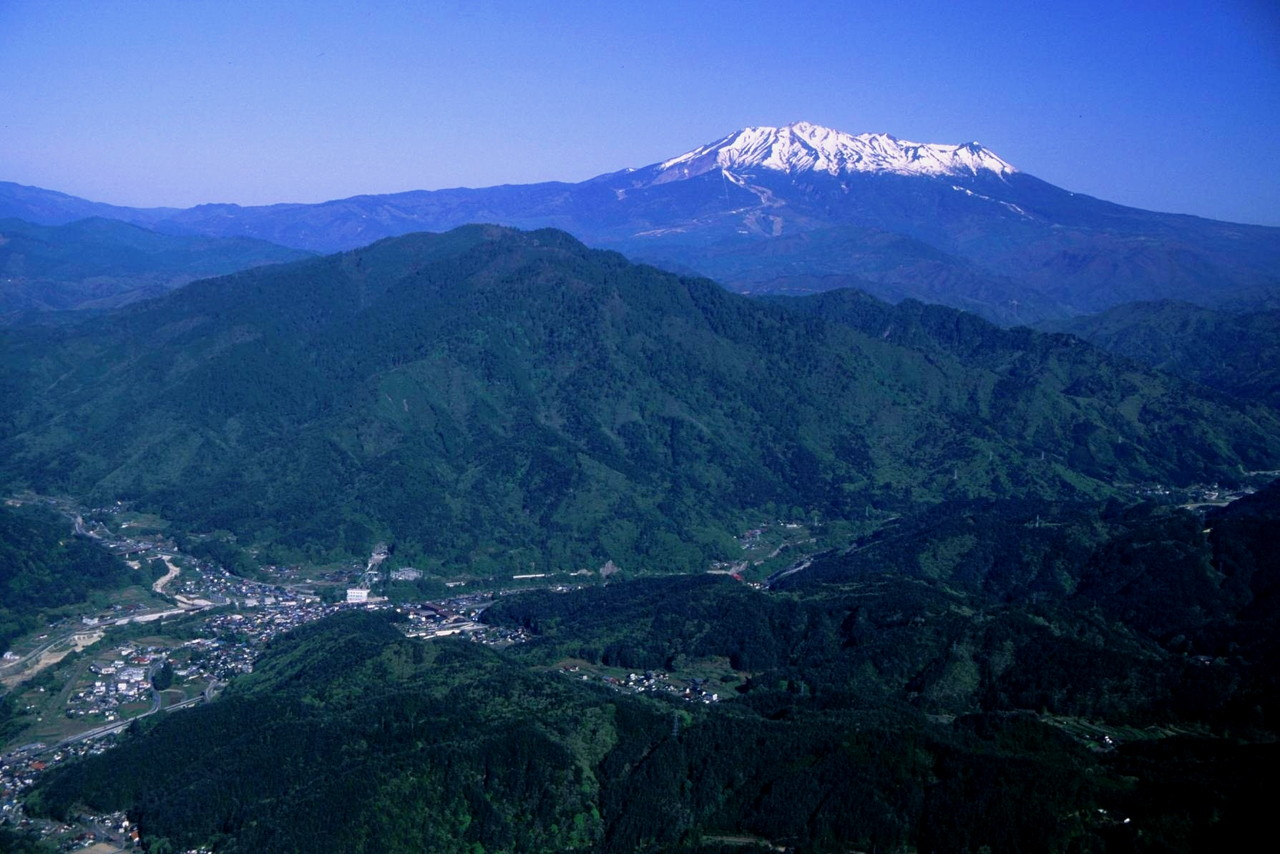
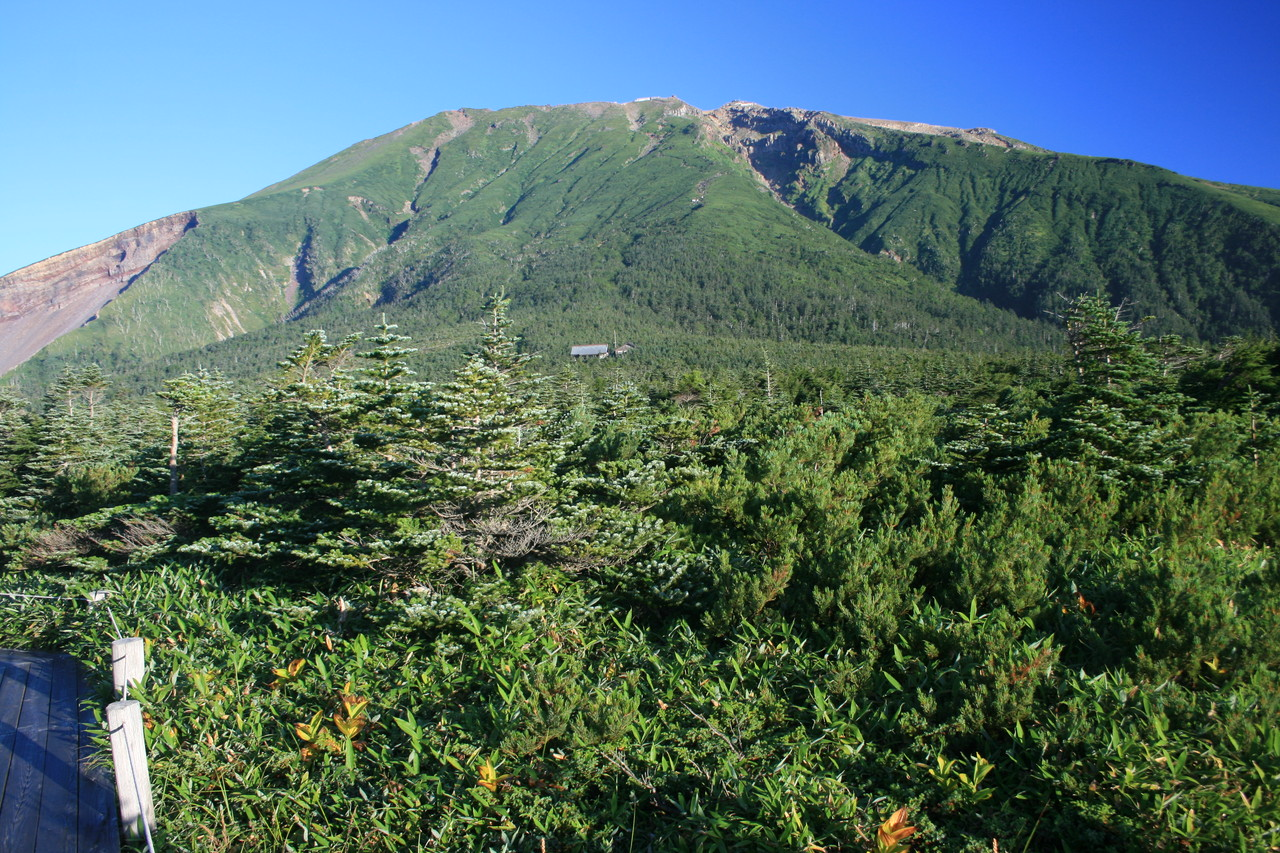

## همچنین نگاه کنید به
- فهرست کوه‌ها در ژاپن
- صد کوه معروف ژاپن
- سه هزار (در ژاپن)
- فهرست آتشفشان‌ها در ژاپن